# Кім Кнудсен
Кім Кнудсен  (дан. Kim Knudsen, 19 вересня 1977) — данський веслувальник-байдарочник, олімпійський медаліст.

## Виступи на Олімпіадах
| Олімпіада  | Дисципліна                   | Місце  |
| ---------- | ---------------------------- | ------ |
| Пекін 2008 | байдарка-двійка, 500 метрів  | 5      |
| Пекін 2008 | байдарка-двійка, 1000 метрів | Срібло |